# Список грибов, занесённых в Красную книгу Республики Мордовия
Ниже приведён список грибов, занесённых в Красную книгу Республики Мордовия
В квадратных скобках после названия каждого растения указан цифровой код, обозначающий категорию редкости:

0 — вероятно, исчезнувшие на территории Республики Мордовия;

1 — исчезающие виды, выживание которых маловероятно, если не прекратится воздействие угрожающих для них факторов;

2 — уязвимые виды с неуклонно сокращающейся численностью;

3 — редкие виды, распространённые на небольших территориях, либо на больших, но с низкой плотностью популяций;

4 — виды с неопределённым статусом, сведения об их состоянии недостаточны;

5 — восстанавливаемые или восстанавливающиеся виды, численность их начала расти.

## Сумчатые грибы
Семейство Саркосцифовые (Sarcoscyphaceae)
- Саркосцифа ярко-красная (Sarcoscypha coccinea) [3]

Семейство Трюфелевые (Tuberaceae)
- Трюфель белый (Choiromyces venosus) [1]

## Базидиальные грибы
Семейство Болетовые (Boletaceae)
- Гиропор синеющий (Gyroporus cyanescens) [1]
- Подосиновик белый (Leccinum percandidum) [3]

Семейство Бьеркандеровые (Bjerkanderaceae)
- Гриб-баран или Грифола зонтичная (Grifola umbellata) [1]

Семейство Герициевые (Hericiaceae)
- Ежовик коралловидный (Hericium coralloides) [3]

Семейство Дождевиковые (Lycoperdaceae)
- Лангерманния гигантская (Langermannia gigantea) [2]

Семейство Рогатиковые (Clavariadelphaceae)
- Рогатик пестиковый (Clavariadelphus pistillaris) [1]
- Рогатик ситниковый (Clavariadelphus junceus) [1]